# Witchrider
Witchrider ist eine österreichische Alternative-Rock-Band aus Graz, die 2012 gegründet wurde.

## Geschichte
Vor der Gründung von Witchrider waren Daniel Dorninger (Gesang, Gitarre) und Michael Hirschmugl (ursprünglich Schlagzeug, später Bass) Teil der Stoner-Rock-Band Supercruel aus Weiz. Mit Supercruel standen sie unter anderem als Vorband der US-Band Monster Magnet auf der Bühne. Kurz vor der Auflösung von Supercruel im Jahr 2013 veröffentlichten sie noch das Album Devil with a Gun, auf dem Dorninger als Sänger und Hirschmugl als Bassist zu hören sind.
Noch vor der Auflösung von Supercruel gründeten Dorninger und Hirschmugl 2012 zusammen mit Hans Peter Leitner (Gitarre, bis 2019) bereits die Band Witchrider. Noch im selben Jahr stieß Bernhard Weigl als Bassist hinzu und vervollständigte das Line-up. Weigl ist in der deutschsprachigen Musikszene auch als Live-Tontechniker bekannt und war für Künstler und Bands wie Wanda, Bilderbuch oder Erste Allgemeine Verunsicherung (EAV) tätig.
2014 unterschrieb Witchrider beim schwedischen Label Fuzzorama Records, das von der Stoner-Rock-Band Truckfighters betrieben wird. Im selben Jahr veröffentlichten sie ihr Debütalbum Unmountable Stairs, auf dem die Nummern Black oder OCD vertreten sind.
Im Jahr 2017 kam es zu einer entscheidenden Umbesetzung: Bernhard Sorger stieg als Schlagzeuger in die Band ein und ersetzte Michael Hirschmugl, der später die Rolle des Bassisten übernahm – eine Funktion, die er bereits bei Supercruel ausgeübt hatte. 2019 kam es zu einer weiteren Veränderung, als sich Witchrider von Hans Peter Leitner trennten. Leitner entschied sich, neue musikalische Wege zu erkunden und verließ die Band, um andere Projekte zu verfolgen. Seitdem übernimmt Weigl die Rolle des zweiten Gitarristen.

## Stil
Die Musik von Witchrider wird als Stoner/Alternative-Rock Mischung, mit Hang zu Grunge oder zeitweise düster-elektronischen Klängen beschrieben. Der Einfluss der Band wird von Bands wie Queens of the Stone Age, Soundgarden oder den Black Sabbath vermutet.

## Musikalische Höhepunkte und Tourneen
In den Jahren 2014 und 2016 tourte Witchrider durch Europa und trat als Support für Truckfighters (Schweden), zusammen mit den White Miles (Österreich) und We Hunt Buffalo (Kanada) auf. Diese Tourneen ermöglichten es der Band, eine internationale Fangemeinde aufzubauen und ihren Bekanntheitsgrad zu steigern.
2016 veröffentlichten Witchrider eine Split-Single mit der Grazer Band Ultima Radio, was die enge Verbindung der beiden Bands und ihre Präsenz in der österreichischen Rockszene stärkte.
Ein weiterer Höhepunkt für die Band war die Verwendung ihres Songs Bad Boy, ein Bonus-Track des 2014 erschienen Albums Unmountable Stairs, in der finalen Staffel der US-Serie Shameless was ihnen zusätzliche Bekanntheit in den USA verschaffte.

## Diskografie
- 2013: Witchrider EP (Eigenveröffentlichung)
- 2014: Unmountable Stairs (Album, Fuzzorama Records)
- 2014: Return of the Fuzzsplit (Split-EP mit Truckfighters, Fuzzorama Records)
- 2016: Reciprocity (Split-Single mit Ultima Radio)
- 2020: Electrical Storm (Album, Fuzzorama Records)

## Weitere Musikprojekte
Seit 2024 ist Daniel Dorninger außerdem als Sänger der Grazer Band Ultima Radio tätig. Diese Band hatte sich 2023 von ihrem bisherigen Sänger getrennt, und Dorninger übernahm die Rolle des Frontmanns. Noch im selben Jahr veröffentlichte Ultima Radio die Basement Session EP, die erste Veröffentlichung mit Dorninger als Sänger.